# 옥천초등학교 (전북)
옥천초등학교는 대한민국 전북특별자치도 순창군에 있는 공립 초등학교이다.

## 학교 연혁
- 1950.07.11 도실국민학교 설립 인가
- 1951.06.15 도실국민학교로 개교(1~5학년 5학급)
- 1960.07.20 순창동국민학교로 개명
- 1970.03.19 순창중앙국민학교 개교로 분리
- 1970.12.16 본관 8개 교실 준공
- 1996.03.01 순창동초등학교로 개명
- 1996.10.15 다목적교실 신축
- 1999.03.01 옥천초등학교로 개명
- 2001.03.28 옥천초등학교 병설유치원 폐원
- 2008.05.13 본관 개축 준공식
- 2011.03.01 전라북도교육청지정 YP시범학교 운영
- 2013.02.28 옥천인재관 리모델링(4,700만원)
- 2014.03.01 학교군구성운영사업 지정(옥천,유등,풍산)
- 2015.03.01 제22대 신경숙 교장 취임
- 2015.03.01 전라북도 혁신학교 지정 운영
- 2016.02.05 제 65회 졸업 (11명, 총 6,416명)

## 참고 자료
- 옥천초등학교 - 한국교육학술정보원 학교알리미